# The Range Feud
The Range Feud é um filme norte-americano de 1931, do gênero faroeste, dirigido por D. Ross Lederman e estrelado por Buck Jones e John Wayne.

## A produção
Elogiado faroeste B da série de Buck Jones para a Columbia Pictures. Segundo Leonard Maltin, o filme é "bem escrito, dirigido, fotografado e interpretado".
Este é o primeiro faroeste de Wayne após The Big Trail. Ele e Jones iniciaram uma amizade que só terminou com a morte deste último.
The Range Feud foi refilmado em 1934 com o título de The Red Rider, um seriado em quinze episódios também com Buck Jones no papel principal.

## Sinopse

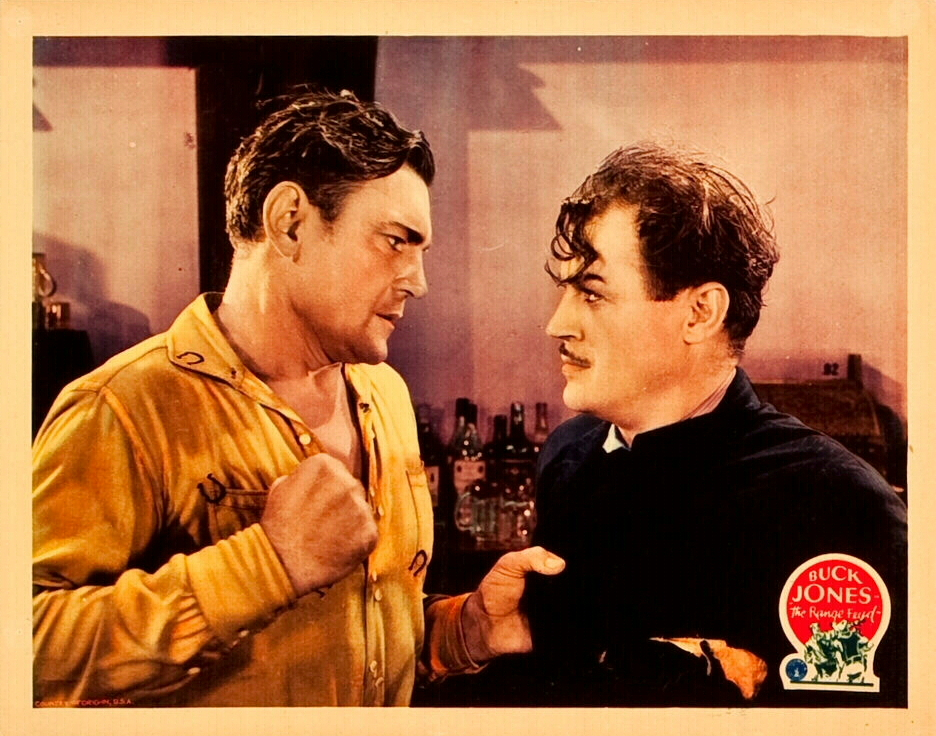
Buck Jones e Harry Woods

Duas famílias de rancheiros, os Turners e os Waltons, estão em pé de guerra. Malgrado isso, Clint Turner ama Judy Walton—mas é impedido por John Walton, o pai dela, de visitá-la. Quando John é assassinado, Clint é preso e condenado à forca. O xerife Buck Gordon, seu irmão adotivo, desesperadamente tenta chegar ao verdadeiro culpado.

## Elenco
| Ator/Atriz       | Personagem   |
| ---------------- | ------------ |
| Buck Jones       | Buck Gordon  |
| John Wayne       | Clint Turner |
| Susan Fleming    | Judy Walton  |
| Ed Le Saint      | John Walton  |
| William Walling  | Papai Turner |
| Wallace McDonald | Hank         |
| Harry Woods      | Vandall      |
| Frank Austin     | Jed Biggers  |